# Dezh Soleymān
Dezh Soleymān (persiska: دژ سليمان) är en ort i Iran.   Den ligger i provinsen Kohgiluyeh och Buyer Ahmad, i den centrala delen av landet, 600 km söder om huvudstaden Teheran. Dezh Soleymān ligger 570 meter över havet och antalet invånare är 361.
Terrängen runt Dezh Soleymān är huvudsakligen kuperad, men åt nordost är den platt. Runt Dezh Soleymān är det ganska glesbefolkat, med 45 invånare per kvadratkilometer. Närmaste större samhälle är Dogonbadan, 12,0 km öster om Dezh Soleymān. Omgivningarna runt Dezh Soleymān är i huvudsak ett öppet busklandskap.